# Хипоманичне епизоде
Хипоманичне епизоде су симптом поремећаја расположења који се састоји у експанзивно иритирајућем расположењу које траје најмање четири дана. Ове епизоде укључују осећања појачаног самопоуздања, грандоманије и сл. и представљају јасно одступање од уобичајеног расположења и функционисања. Симптоми су идентични симптомима маничних епизода али су блажи и не укључују делузије и друге психотичне појаве.